# Siberut-Langur
Der Siberut-Langur (Presbytis siberu, Syn.: P. potenziani siberu) ist eine Primatenart aus der Gruppe der Schlankaffen (Presbytini), die endemisch auf der indonesischen, westlich von Sumatra gelegenen Insel Siberut vorkommt. Ursprünglich wurde die Art dem Mentawai-Languren (P. potenziani) als Unterart zugeordnet aber genetische Unterschiede führten zu einer Einordnung als eigenständige Art.

## Merkmale
Der Siberut-Langur erreicht eine Kopf-Rumpf-Länge von etwa 48 bis 50 cm, eine Schwanzlänge von 58 bis 64 cm, sowie ein Gewicht von etwa 6,5 kg. Ausgewachsene Affen sind fast gänzlich schwarz gefärbt, nur das Gesicht ist von einem weißen Haarkranz eingerahmt, ein weißer Haarstreifen zieht sich über den Nacken. Die Schamregion ist ebenfalls weiß, bei den Männchen auch das Skrotum. Brust, Bauch und die Innenseite von Armen und Beinen sind rötlich-braun bis rötlich-orange. Die schwarze unbehaarte Gesichtshaut wird um das Maul herum etwas heller. Damit ähnelt der Siberut-Langur in seiner Färbung sehr stark dem Mentawai-Langur, nur seine untere Körperseite ist dunkler und die weiße Schamregion ist schärfer vom übrigen Fell abgegrenzt. Auf dem Kopf haben die Affen einen kleinen, aus leicht nach vorn gerichteten Haaren gebildeten Schopf. Ein Geschlechtsdimorphismus ist fast nicht vorhanden. Neugeborene haben ein weißes Fell und eine helle Haut, bekommen die dunkle Erwachsenenfärbung aber schon nach 12 bis 14 Tagen.

## Lebensweise
Der Siberut-Langur kommt in primären und sekundären, immergrünen Tieflandregenwäldern, in baumbestandenen Sümpfen, Forsten und möglicherweise auch in Mangrovenwäldern vor. Er lebt hier sympatrisch mit drei weiteren Affenarten, dem Kloss-Gibbon, der Pageh-Stumpfnase und dem Siberut-Makaken. Das Klima der Insel ist sehr feucht mit jährlichen Niederschlagsmengen von bis zu 4000 mm. Die meiste Zeit verbringen die Affen in mittleren Höhen, den Rest in der Kronenschicht der Bäume. Ihre Ernährung wurde bisher nicht genauer erforscht, wird aber wie die aller Languren vor allem aus Früchten und Blättern bestehen. Männchen beginnen den Tag früh morgens um 3 bis 5:00 Uhr mit lauten Rufen. Ihre Schlafbäume verlassen Siberut-Languren früh, wahrscheinlich um die Nahrungskonkurrenz mit dem Kloss-Gibbon zu vermeiden. Insgesamt wird 25 bis 33 % der Tageszeit mit Fressen verbracht, 45 bis 55 % mit Ruhen. Soziale Aktivitäten beanspruchen nur 1 bis 2 % der Zeit und Soziale Körperpflege wird nur selten beobachtet.

## Gefährdung
Die International Union for Conservation of Nature and Natural Resources (IUCN) schätzt den Bestand des Siberut-Languren als gefährdet (Endangered) ein. Sein Bestand nahm in den letzten 40 Jahren auf Grund von Lebensraumverlust und Bejagung um 50 % ab.